# Festival de Eurovisión de Jóvenes Bailarines 1985
La I edición del Festival de Eurovisión de Jóvenes Bailarines se celebró en el Teatro Municipal de Reggio Emilia (Italia) el 16 de junio de 1985.
Debutaron 11 países y la ganadora fue Arantxa Argüelles, representante de TVE (España) en la primera edición de este certamen.

## Participantes y Clasificación
| Posición | País y TV               | Representante                         |
| -------- | ----------------------- | ------------------------------------- |
| 1        | España TVE              | Arantxa Argüelles                     |
| 2        | Noruega NRK             | Arne Fagerholt                        |
| 3        | Suecia SVT              | Mia Stagh & Göran Svalberg            |
| -        | Bélgica BRT / RTBF      | Ariane van de Vyver & Ben Huys        |
| -        | Finlandia YLE           | Anneke Lönnroth                       |
| -        | Francia France 3        | Christine Landault & Stephane Elizabe |
| -        | Italia RAI              | Sabrina Vitangeli                     |
| -        | Países Bajos NOS        | Jeanette den Blijker & Ruben Brugman  |
| -        | Suiza SSR / TSR         | Xavier Ferla                          |
| -        | Reino Unido BBC         | Maria Almeida & Errol Pickford        |
| -        | Alemania Occidental ZDF | Stefanie Eckhof                       |